# Arvika flygplats

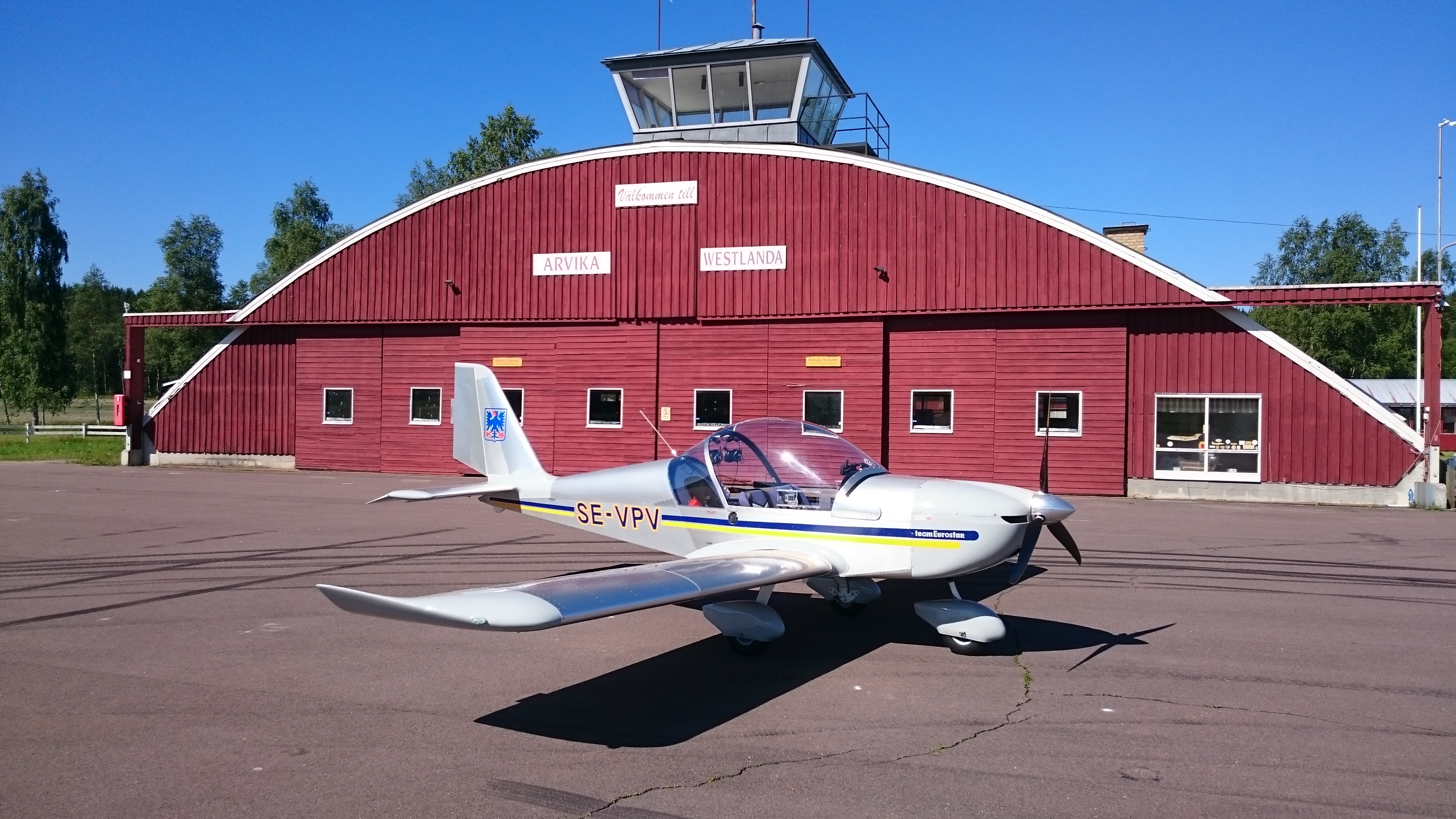
EV97 Eurostar parkerad framför Arvika Flygklubbs hangar på Arvika Westlanda ESKV.

Arvika flygplats, Westlanda (IATA: -, ICAO: ESKV), ligger vid staden Arvika i Värmland. Det finns inga reguljära flyglinjer från flygplatsen. Flygplatsen används mestadels av privatflyg, taxiflyg, brandflyg och helikopter. Det finns en lokal flygklubb, Arvika Flygklubb, där det bedrivs aktiv flygverksamhet samt flygskolning. Flygklubben står för den huvudsakliga och största delen av verksamheten på flygplatsen.
Arvika kommun sökte sedan 2012 andra driftförhållande vid flygplatsen för att kunna upphöra med det årliga stödet på 1,1 miljoner kronor. Flygplatsen är numera privatägd. 

## Källhänvisningar
1. ↑  Lars Swanö (26 januari 2013). ”Hemliga förslag från allmänheten för flygplatsen i Arvika”. Värmlands Folkblad. Arkiverad från originalet den 11 april 2013. https://web.archive.org/web/20130411235902/http://www.vf.se/nyheter/arvika/hemliga-forslag-fran-allmanheten-flygplatsen-i-arvika. Läst 22 mars 2013.